# Юрьевец (станция)
Ю́рьевец — железнодорожная станция Горьковской железной дороги на линии Петушки — Владимир. Располагается в микрорайоне Юрьевец города Владимира. 
Станция разделена на пассажирскую часть (2 пути) и грузовую (7 путей и железнодорожные ответвления в промзону Юрьевца).
На станции — две пассажирских платформы, соединённых только настилом через пути. Не оборудована турникетами. Маршрутов общественного транспорта идущих до станции — нет.  Ближайшая остановка общественного транспорта находится в 20 минутах ходьбы.

## Движение
Первая станция после Владимира в сторону Москвы. На станции останавливается 3 электропоезда Москва — Владимир и один Петушки — Владимир, в сторону Москвы — 4 электропоезда Владимир — Москва.
Время движения от Петушков — 50—55 минут. Движение от Москвы — около 3 часов 15 минут, в зависимости от времени движения электропоезда.